# Teatro Insano
O Teatro Insano foi um grupo teatral brasileiro, formado em fevereiro de 2003 em São Bernardo do Campo (SP), na Universidade Metodista de São Paulo. Seu espetáculo de maior sucesso foi Amores Dissecados, criado coletivamente por seus integrantes. A companhia encerrou suas atividades em julho de 2008.

## Trajetória
O Teatro Insano surgiu por uma demanda que urgia. O Teatro na Universidade Metodista de São Paulo (UMESP) era uma Arte que caminhava através das Oficinas de Teatro, ministradas por professores dentro das Disciplinas Eletivas - aulas ligadas ao Núcleo de Formação Cidadã da UMESP escolhidas pelos próprios alunos, abrangendo temas didáticos e também artísticos, como música, dança e teatro. Apenas um grupo de teatro existia, o BASTA (Bolinho de Arroz Sociedade de Teatro Amador), que montou o espetáculo "Auto da Compadecida", de Ariano Suassuna. O BASTA ainda existe, com a mesma diretora (Inês Breccio), mas com outros integrantes no elenco e com novas montagens. Por sua vez, o professor Marcos Roberto Lemes, enxergando a possibilidade de criar um grupo de caráter experimental, convocou os alunos da Oficina de Teatro para fundar o Teatro Insano. Era fevereiro de 2003.
Inicialmente, 23 participantes se reuniram para montar o primeiro trabalho, O Beijo no Asfalto, de Nelson Rodrigues, que teve apresentações no próprio campus da Metodista durante 2004. Com o passar do tempo e com as primeiras fundações sedimentadas, o Teatro Insano reduziu seu tamanho para sete integrantes, porém plenamente representado pelos mesmos.
O empenho voltou-se para a criação de uma nova peça. Um espetáculo autoral, feito a sete mãos e aberto ao público para ser criado e re-criado. Amores Dissecados estreou no Teatro Alpharrabio, em Santo André, em 1º de outubro de 2005, e prosseguiu em temporadas de sucesso pelo Grande ABC.
Em 2006, Amores Dissecados foi o grande vencedor do XI FESTIL de Pindamonhangaba, ganhando os prêmios especiais de Pesquisa de Linguagem, Conjunto de Atores, Melhor Figurino (Fernanda Tsuji e Kéroly Gritti), Melhor Sonoplastia (Marcos Lemes), Melhor Atriz (Fernanda Tsuji), Melhor Direção (Marcos Lemes) e o 1º lugar de Melhor Espetáculo Adulto.
Em 2007, o grupo iniciou seu segundo processo colaborativo. O espetáculo, temporariamente batizado de Lonjura, trataria sobre o universo de Guimarães Rosa, reinterpretado para focalizar o homem em busca de seu lugar no universo. No início de 2008 também foi iniciada a montagem do espetáculo O Tempo Que Ficou (incompleto). O processo de criação de Lonjura foi interrompido com o fim do grupo. O Tempo Que Ficou prosseguiu para uma montagem paralela, sem ligações ao grupo original à parte da participação de alguns integrantes.
As atividades da companhia encerraram-se em julho de 2008. A Motocontínuo Produções Artísticas, empresa que servia como base para o grupo, permanece atuando na área cultural.
A última apresentação aberta do Teatro Insano aconteceu em 10 de maio de 2008, com o espetáculo Amores Dissecados, no Teatro Lauro Gomes, em São Bernardo do Campo.

## Integrantes
O grupo teve diversos integrantes desde sua criação. A última formação do Teatro Insano contou com:
- Alberto Cataldi
- Cristiano Dantas
- Fernanda Tsuji
- Giancarlo Zannon
- Kéroly Gritti
- Leandro Pardí
- Natacha Ali
- Ricardo Schers
- Valmir Júnior
- Marcos Lemes

## Espetáculos
Os espetáculos encenados pelo Teatro Insano são:
- 2003 - O Beijo no Asfalto -  texto de Nelson Rodrigues e direção de Marcos Lemes.
- 2005 - Amores Dissecados - texto de Teatro Insano e direção de Marcos Lemes.